# Jamie T

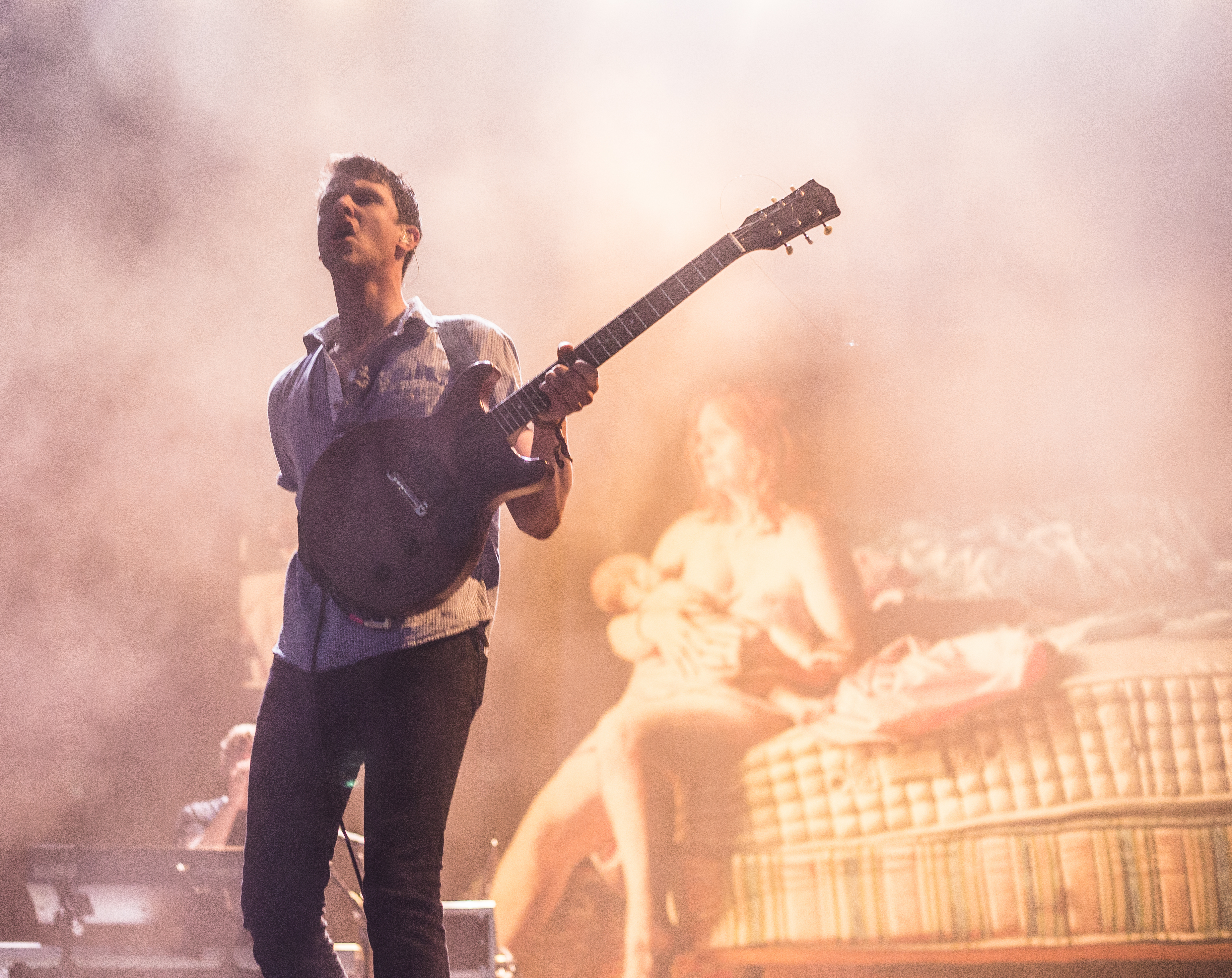
Jamie T no Festival Internacional de Benicàssim 2015

Jamie Treays, conhecido por Jamie T (Wimbledon, 8 de Janeiro de 1986), é um cantor e compositor inglês. Com a Virgin Records, lançou o seu álbum Betty and The Selfish Sons na sua própria editora Pacemaker Records. Já foi "apelidado" de "a próxima grande coisa" pela NME e várias vezes comparado a Bob Dylan e Mike Skinner (The Streets).

## Discografia
Álbuns de estúdio
- Panic Prevention (2007)
- Kings & Queens (2009)
- Carry on the Grudge (2014)
- Trick (2016)

Categorias indie Rock